# 동우대학
동우대학(東宇大學, Dongu College)은 대한민국 강원도 속초시에 소재했던 사립 전문대학이다. 2013년 3월, 경동대학교와 통합하여 폐교되었다.
전재욱이 설립한 학교법인 동성학원에 의하여 속초경상전문대학으로 1980년 설립되었고, 1998년 동우대학으로 교명을 변경하였다. 경동대학교와 통합 후 캠퍼스는 현재 사실 상 방치중이다. 다만, 동우대학이 당초 이전을 추진했던 원주시 문막읍 일원의 교사는 메디컬캠퍼스로 사용하고 있다.

## 연혁
1980년 11월 3일, 전재욱이 설립한 학교법인 동성학원(현 학교법인 경동대학교)에 의하여 속초경상전문대학이 설립되었다. 이듬해 3월 28일 개교하였다. 10월 16일, 속초전문대학으로 교명을 변경하고, 1983년 9월 16일 동우전문대학으로 교명을 변경하였다. 1998년 5월 1일, 동우대학으로 교명을 변경하였다.
2012년 8월 10일, 동일 법인 내 일반대학인 경동대학교와 통폐합이 확정되었다. 이윽고 이듬해 2월 28일, 경동대학교와 통합하여 최종 폐교되었다.
한편, 동우대학은 2010년과 2011년, 대한민국 교육과학기술부로부터 각각 학자금대출제한대학, 정부재정지원제한대학으로 선정된 이력이 있다.

## 교육편제
동우대학은 2013년 폐교 직전까지 사회복지학부, 경찰경호무도학부, 스포츠건강학부, 컴퓨터학부 등 17개 학과를 편제하고 전문학사 학위 과정을 교수한 바 있다. 2013년 2월 28일자로 33년만에 폐교했다.

## 캠퍼스 풍경
동우대학은 강원도의 사립 전문대학으로, 노학동에 위치했다. 캠퍼스 부지 면적은 287,674m2로, 여타 전문대학에 비해 큰 수준이다.

## 같이 보기
- 속초시
- 경동대학교